# Sphagnum arcticum
Sphagnum arcticum là một loài rêu trong họ Sphagnaceae. Loài này được Flatberg & Frisvoll mô tả khoa học đầu tiên năm 1984.